# Nethinius nigricornis
Nethinius nigricornis là một loài bọ cánh cứng trong họ Cerambycidae.